# Клеопатра Селена
Вижте пояснителната страница за други личности с името Клеопатра.
Клеопатра Селена II (на латински: Cleopatra Selene II, на гръцки: η Κλεοπάτρα Σελήνη; * 25 декември 40 пр.н.е.; † 6 г.) известна и като Клеопатра VIII от Египет или Клеопатра VIII e принцеса от династията на Птолемеите. Тя е единствената дъщеря на Клеопатра VII и римския триумвир Марк Антоний.
Тя е сестра-близначка на Александър Хелиос и сестра на по-малкия Птолемей Филаделф. Полусестра е на Птолемей Цезар – единствения останал жив син на Юлий Цезар.
Родена е в Александрия, Египет. През 34 пр.н.е. Антоний провъзгласява 6-годишната Селена (и нейната майка) за царица на Либия и Кирена, каквато остава до 30 пр.н.е.
Тя е водена в триумфалното шествие на Октавиан в Рим през 29 пр.н.е.. Отгледана е от сестра му Октавия Младша.
През 20 г. пр.н.е. Селена се омъжва в Рим за Юба II, цар на Нумидия (29 – 27 г. пр.н.е.) и после на Мавретания (25 г. пр.н.е. – 23 г.)
Двамата имат 2 деца:
- Птолемей от Мавретания (* 1 пр.н.е.; † 40) и
- Друзила от Мавретания (* 5 г.).

Зеновия от Палмира (* 240; † 274) произлиза от Селена и Юба.